# كوون إجو
كوون إجو (باليابانية: 孤雲懐奘، وبالإنجليزية: Koun Ejō) هو راهب بوذي ياباني وُلِد عام 1198 وتوفي عام 1280. يُعد من أبرز رموز مدرسة سوتو زن في اليابان، وكان الخليفة المباشر للمعلم الشهير دوغن، مؤسس المدرسة في اليابان.

## حياته
ولد كوون إجو لعائلة ساموراي، وتلقى تعليمًا دينيًا منذ سن مبكرة. بدأ رحلته الروحية ضمن مدارس بوذية مختلفة، قبل أن يصبح تلميذًا مخلصًا للمعلم دوغن. رافق دوغن لسنوات وتعلّم منه تعاليم زن العميقة، ثم أصبح الوريث الروحي له بعد وفاته.

## الإرث والكتابات
بعد وفاة دوغن، تولى إجو قيادة دير إهِيجي الشهير، واستمر في نشر تعاليم سوتو زن. يُعرف بأنه صاحب سجل مفصل عن تعاليم ومعيشة دوغن بعنوان "شوبهكيغان" ، وهو أحد أهم النصوص المرجعية لمدرسة سوتو.

## الأهمية
يُعتبر كوون إجو شخصية محورية في حفظ ونقل تعاليم سوتو زن، وأسهمت قيادته في استقرار وانتشار المدرسة خلال القرن الثالث عشر في اليابان.